# 西嶋久勝
西嶋 久勝（にしじま ひさかつ、1961年 - ）は、日本の政治家。元京都府舞鶴市部長。福井県大飯郡高浜町副町長。国立舞鶴工業高等専門学校同窓会副会長。

## 来歴
福井県大飯郡高浜町生まれ。1982年3月国立舞鶴工業高等専門学校卒業。1982年4月京都府舞鶴市役所入庁。2017年4月政策推進部長。2019年4月市民文化環境部長。舞鶴市喜多地区に建設予定だった国内最大規模のパーム油バイオマス発電所の担当部長を務めていた。2020年6月舞鶴市役所退職。同年7月高浜町役場副町長就任。